# Ibrahima Traoré
Ibrahima Traoré (sinh ngày 21 tháng 4 năm 1988) là một cầu thủ bóng đá chuyên nghiệp thi đấu ở vị trí tiền vệ cánh trái.